# Stazione di Venezia Mestre
A Stazione di Venezia Mestre egy vasúti elágazó állomás Velencében, Olaszországban a Milánó–Velence-vasútvonal és az Adria–Mestre-vasútvonal metszéspontjában. Egyike az ország 13 legforgalmasabb pályaudvarának, így a Grandi Stazioni üzemelteti. 1842-ben nyílt meg.

## Vasútvonalak
- Milánó–Velence-vasútvonal
- Velence–Udine-vasútvonal
- Trento–Velence-vasútvonal
- Velence–Trieszt-vasútvonal
- Adria–Mestre-vasútvonal

## Kapcsolódó állomások
A vasútállomáshoz az alábbi állomások vannak a legközelebb:
- Stazione di Venezia Porto Marghera (Stazione di Venezia Santa Lucia, Velence–Udine-vasútvonal, Milánó–Velence-vasútvonal, Velence–Trieszt-vasútvonal, Trento–Velence-vasútvonal)
- Stazione di Mira-Mirano (Stazione di Milano Centrale, Milánó–Velence-vasútvonal)
- Stazione di Spinea (Stazione di Trento, Trento–Velence-vasútvonal)
- Stazione di Venezia Carpenedo (Trieszt központi pályaudvara, Velence–Trieszt-vasútvonal)
- Venezia Mestre Gazzera railway stop (Stazione di Udine, Velence–Udine-vasútvonal)
- Stazione di Venezia Mestre Porta Ovest (Stazione di Adria, Adria–Mestre-vasútvonal)
- Venezia Marghera scalo railway station (nincs)

## Buszjáratok
- '''2''' VENEZIA - DELLA LIBERTÀ - VEMPA - MESTRE FS - PIAVE - CIRCONVALLAZIONE - TORRE BELFREDO - V.LE GARIBALDI - S.DONÀ - PASQUALIGO - V.LE DON STURZO
- '''3''' SFMR OSPEDALE - DON PERON - TERRAGLIO - TREZZO - V.LE GARIBALDI - TORRE BELFREDO - CIRCONVALLAZIONE - CARDUCCI -  CAPPUCCINA - VEMPA - DURANDO - P.ZZALE GIOVANNACCI - LAVELLI - P.ZZA S.ANTONIO - PALEOCAPA - TRIESTE - CATENE - VILLABONA
- '''10''' ASSEGGIANO - IST.MORIN - GAZZERA ALTA - QUARNARO - MATTUGLIE - CALABRIA - MIRANESE - CARDUCCI - CAPPUCCINA - MESTRE FS - TRENTO - MIRANESE - CALABRIA - MATTUGLIE - CALUCCI - GAZZERA ALTA - ASSEGGIANO
- '''15'''  AEROPORTO M.POLO - TESSERA - ORLANDA - FORTE MARGHERA - P.ZZA 27 OTTOBRE - CORSO DEL POPOLO - VEMPA - MESTRE FS
- '''18''' MESTRE FS - VEMPA - F.LLI BANDIERA - MALCONTENTA - DELLA STAZIONE - PADANA - COLOMBARA - CA' SABBIONI
- '''31'''  PERTINI (IST.FOSCARI) - BISSUOLA - COLOMBO - OLIVI - CARDUCCI - PIAVE - MESTRE FS
- '''31H''' OSPEDALE - DON TOSATTO - DON PERON - TERRAGLIO - CIRCONVALLAZIONE - PIAVE - MESTRE FS - CA' MARCELLO - TORINO (UNIVERSITÀ) - V.LE ANCONA - FORTE MARGHERA - MESTRE CENTRO - V.LE S.MARCO - VIA SANSOVINO - V.LE VESPUCCI - RIONE PERTINI - PERTINI - BISSUOLA - MESTRE CENTRO - S.ROCCO - EINAUDI - TORRE BELFREDO - CIPRESSINA - OSPEDALE
- '''32''' MESTRE FS - PIAVE - CIRCONVALLAZIONE - EINAUDI - GIULIANI - TORRE BELFREDO - V.LE GARIBALDI - SPALTI - BISSUOLA - PERTINI - CAMPORESE (IST.GRITTI)
- '''32H''' OSPEDALE - CIPRESSINA - EINAUDI - S.ROCCO - MESTRE CENTRO - BISSUOLA - PERTINI - RIONE PERTINI - V.LE VESPUCCI - VIA SANSOVINO - V.LE S.MARCO - MESTRE CENTRO - 27 OTTOBRE - FORTE MARGHERA - V.LE ANCONA - VIA TORINO - CA' MARCELLO - MESTRE FS - PIAVE - CIRCONVALLAZIONE - TERRAGLIO - DON PERON - DONTOSATTO - OSPEDALE
- '''33H'''  OSPEDALE - CASTELLANA - VIA PIAVE - MESTRE FS - CORSO DEL POPOLO - VIA BISSUOLA - CAVERGNAGO
- '''34H''' OSPEDALE - TERRAGLIO -VIA PIAVE - MESTRE FS - CORSO DEL POPOLO - BISSUOLA - PERTINI
- '''43''' VENEZIA - DELLA LIBERTÀ - SAN GIULIANO - FORTE MARGHERA - V.LE ANCONA - TORINO (UNIVERSITÀ) - CÀ MARCELLO - MESTRE FS
- '''53'''  PIAZZA 27 OTTOBRE - VIA PIAVE - MESTRE FS - MONTEFIBRE - MALCONTENTA
- '''86'''  MESTRE FS - VEMPA - BANCHINA DELL'AZOTO
- '''N1'''  VENEZIA - V.LE S. MARCO - PIAZZA 27 OTTOBRE - VIA PIAVE - MESTRE FS - VENEZIA
- '''8AE''' VIA MATTEI / MARCON - MOGLIANO - MESTRE CENTRO